# Sergej Jewgenjewitsch Jachontow

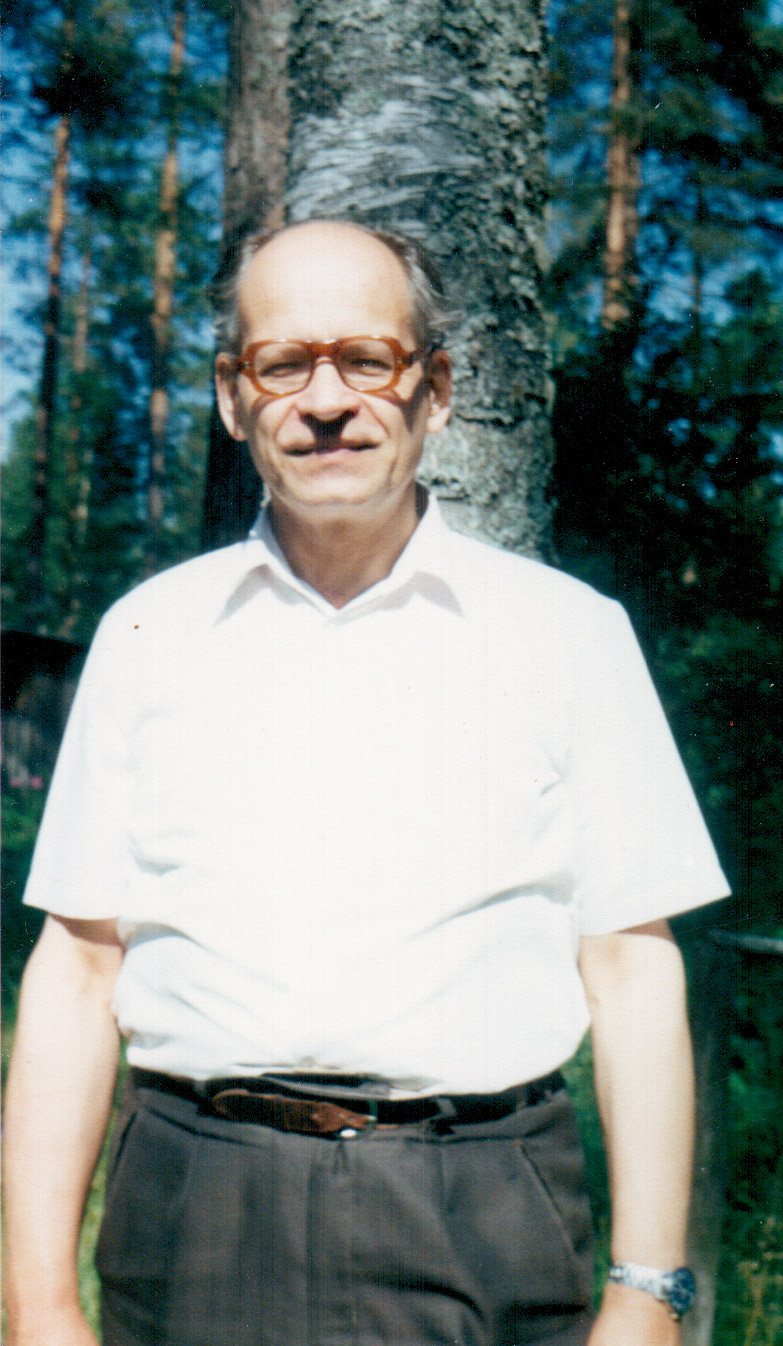
Sergej Jewgenjewitsch Jachontow (2011)

Sergej Jewgenjewitsch Jachontow (russisch: Сергей Евгеньевич Яхонтов, Aussprache: [sʲ⁠ɪ⁠rˈɡʲeˑj jɪvˈɡʲeˑnʲjɪvʲɪʧʲ ˈjaˑxə⁠ntəf]; geboren am 13. Dezember 1926 in Leningrad, gestorben am 28. Januar 2018 ebenda) war ein sowjetischer und russischer Sprachwissenschaftler und Sinologe, spezialisiert auf Chinesisch, vergleichende historische und allgemeine Sprachwissenschaft, Sprachtypologie und Grammatiktheorie.

## Biografie
Jachontow war der Sohn der Astronomin Natalija Sergejewna Samojlowa-Jachontowa. 1950 schloss er ein Studium an der Asienwissenschaftlichen Fakultät der Staatlichen Universität Leningrad ab. Von 1962 bis 1963 machte er ein Praktikum in Peking, von 1971 bis 1972 an der Nanyang-Universität in Singapur. Er unterrichtete an der Asienwissenschaftlichen Fakultät der Staatlichen Universität Sankt Petersburg.

## Wissenschaftliche Leistungen
Jachontow studierte bei Alexander A. Dragunow, entwickelte viele Ideen seines Lehrers weiter und begründete die Leningrader Schule der sinotibetischen Sprachwissenschaft, der auch die berühmten Wissenschaftlerinnen Irina Tigranowna Sograf, Isabella Samojlowna Gurewitsch und Ksenija Borisowna Keping zuzuordnen sind.
Jachontows Dissertation Категория глагола в китайском языке (1954) widmete sich einer der wichtigsten Fragen der chinesischen Grammatik des 20. Jahrhunderts, der Abgrenzung der Wortarten.
Jachontow postulierte für die Rekonstruktion der Phonologie des Altchinesischen Silbenanlaute aus Konsonant plus *l, und einen zusätzlichen gerundeten Vokal *o – Thesen, die heute weitgehend akzeptiert sind.
Jachontow verfasste dutzende Arbeiten, von denen zahlreiche auch ins Englische, Chinesische und Japanische übersetzt wurden.
Jachontow leistete einen wichtigen Beitrag zur allgemeinen Grammatiktheorie und zur Sprachtypologie. Er war ein aktiver Teilnehmer mehrerer kollektiver Projekte der Leningrader Schule der Sprachtypologie. Ein Charakteristikum des Grammatikansatzes von Jachontow ist die genaue Betrachtung von Material nicht-flektierender (d. h. isolierender und agglutinierender) Sprachen, ohne die es schlicht nicht möglich ist, grundlegende grammatische Begriffe allgemeingültig zu definieren.
Anlässlich des neunzigsten Geburtstages von Jachontow erschienen in Sankt Petersburg seine gesammelten Werke, die bis dato nur in Publikationen mit niedriger Auflage erschienen und heutigen Lesern kaum zugänglich waren.

## Werke

### Monografien
- Категория глагола в китайском языке. Leningrad: ЛГУ, 1957. Chinesische Übersetzung: 《汉语动词范畴》. Peking: 中华书局, 1958.
- Древнекитайский язык. Moskau: Наука, 1965.
  - Englische Übersetzung des zweiten Kapitels: Old Chinese Phonology. In: Early China 4 (1978–1979) S. 37–40.
- 《汉语史论集》. Peking: 北京大学出版社, 1986.

### Artikel (Auswahl)
- Члены предложения в китайском языке. In: Ученые записки ЛГУ. № 236. Серия востоковедческих наук, выпуск 6, 1958. S. 158–183.
- Сочетания согласных в древнекитайском языке. In: Труды XXV Международного конгресса востоковедов. Bd. 5. Moskau, 1961. S. 89–95.
- Классификация диалектов китайского языка. In: Исследования по филологии стран Азии и Африки. Л., 1966. S. 121–128.
  - Englische Übersetzung: The Countries and the Peoples of the East. Moskau, 1974. S. 317–328.
- Фонетика китайского языка I тысячелетия до н.э. (система финалей). In: Проблемы востоковедения 2 (1959) S. 137–147.
  - Englische Übersetzung von Jerry Norman: Chinese phonology of the first millennium BC. In: Unicorn 1 (1968) S. 47–65.
- Фонетика китайского языка I тысячелетия до н. э. (лабиализованные гласные). In: Проблемы востоковедения. Moskau, 1960. S. 113–124.
  - Englische Übersetzung von Jerry Norman: The phonology of Chinese in the first millennium BC (rounded vowels). In: Unicorn 6 (1970), S. 52–75.
- Письменный и разговорный язык в VII–XIII вв. н. э. In: Жанры и стили литератур Китая и Кореи. Moskau, 1969.
- Грамматика древнекитайских стихов. In: Теоретические проблемы изучения литератур Дальнего Востока. Moskau: Наука, ГРВЛ, 1974. S. 66–75.
- История языкознания в Китае (I тысячелетие до н. э. — I тысячелетие н. э.). In: История лингвистических учений. Древний мир. Leningrad: Наука, 1980. S. 92–109.
- История языкознания в Китае (XI—XIX вв.). In: История лингвистических учений. Средневековый восток. Leningrad: Наука, 1981, S. 224–247.
- Современное состояние вопроса о генетических связях языков Юго-Восточной Азии. In: Генетические, ареальные и типологические связи языков Азии. Moskau, 1983.
- Лексическое и грамматическое словообразование. In: Проблемы типологии и общей лингвистики. Sankt Petersburg, 2006.
- Древнейшие упоминания названия «киргиз». In: Советская этнография Nr. 2, 1970, S. 110–120.